# نوام سوریر
نوام سوریر (انگلیسی: Noam Surrier؛ زادهٔ ۶ اوت ۱۹۸۱) بازیکن فوتبال اهل فرانسه است.